# 惠蘓嶽峰右エ門
惠蘓嶽 峰右エ門（えそだけ みねえもん）は、江戸時代の大相撲の第40代大関。番付上は「羽州」頭書。
明和8年(1771年)冬場所(10月)、恵蘇嶋團右エ門（えそじま たんえもん）の名で西大関で大相撲の番付に登場したが、その場所の取組は休場した。次の安永元年(1772年)冬場所(11月)から惠蘓嶽峰右エ門と改名して、千秋楽のみ取組に出場して敗れた。その次の安永2年(1773年)春場所(閏3月)は2番の取組に出場したが2番とも敗れ、結局1勝もできないまま引退となった。
大坂相撲の安永2年(1773年)7月の番付で、西大関で九州頭書として「蝦夷島丈右衛門」、安永8年(1779年)7月の番付で、東大関として「蝦夷島浦右衛門」の四股名が見えるが、いずれも本項の「惠蘓嶽峰右エ門」と同一人物かどうかは不明である。

## 主な成績
- 通算成績：0勝3敗21休

| 1771年 | x                 | 西大関 0–0–8 |
| 1772年 | x                 | 西大関 0–1–7 |
| 1773年 | 西大関 引退 0–2–6 | x            |
| 各欄の数字は、「勝ち-負け-休場」を示す。 優勝 引退 休場 十両 幕下 三賞：敢=敢闘賞、殊=殊勲賞、技=技能賞 その他：★=金星 番付階級：幕内 - 十両 - 幕下 - 三段目 - 序二段 - 序ノ口 幕内序列：横綱 - 大関 - 関脇 - 小結 - 前頭（「#数字」は各位内の序列） |                   |              |